# Renfrew (Écosse)
Pour les articles homonymes, voir Renfrew.
Renfrew (en gaélique écossais Rinn Friù) est une ville et ancien burgh royal d'Écosse, situé à l'ouest de Glasgow, sur la côte occidentale écossaise.
C'était le chef-lieu du comté du Renfrewshire jusqu'en 1975. De 1975 à 1996, il fit partie du district de Renfrew, région du Strathclyde. Il est maintenant situé dans le Council Area du Renfrewshire.
Renfrew se situait jadis sur la Clyde, mais celle-ci ayant changé de lit, c'est un canal qui joint la Clyde qui baigne la ville.
Le comté de Renfrew (Renfrewshire) était jadis l'apanage de la famille Stuart, qui arriva plus tard au trône d'Écosse. L'héritier présomptif au trône du royaume d'Écosse, le duc de Rothesay, porte encore aujourd'hui le titre de baron de Renfrew.

## Économie
Les chantiers navals ont longtemps constitué la principale activité industrielle de l'agglomération : la Sté Simons and Lobnitz, a fait sa réputation dans la construction de drague à godets. Ce sont d'ailleurs les chantiers navals qui ont attiré, dans les années 1890, le fabricant de chaudières Babcock & Wilcox Ltd, et dont il ne reste que le bureau d'études Doosan Babcock. Les chantiers navals ont fermé au début des années 1960.
Renfrew a connu un regain économique en 1938 avec l'inauguration de la zone industrielle d'Hillington  (aujourd'hui Hillington Park), qui est sans rapport avec le lotissement d'Hillington aujourd'hui absorbé par Glasgow.

## Personnalités liées à la commune
- Ninian Winzet (1518-1592), prêtre catholique et apologiste
- Ellen King (1909-1994), nageuse